# Johan Paulik
Johan Paulik (született Daniel Ferencík) (Pozsony, 1975. március 14. –) meleg pornófilmekben szereplő szlovák pornószínész.

## Élete
Fiatalkorát Prágában töltötte. Karrierjét táncosként kezdte. 1993-ban figyelt fel rá a Bel Ami stúdió egyik fényképésze Pozsonyban. Ezután több erotikus fotósorozat készült róla. 1994-ben, 19 évesen forgatták vele első filmjét. A Bel Ami filmstúdióval van kizárólagos szerződése. Filmjeit kezdetben kizárólag az Egyesült Államokban forgalmazták, de 2001-től Európában is elérhetők lettek. Az 1990-es évek végétől producerként is dolgozik. 2002-től a Bel Ami stúdió európai részlegének vezetője.
Johan Paulik biszexuális, erős heteroszexuális irányultsággal. A férfiakkal való szex sem áll tőle távol, ezért szerepel homoszexuális filmekben. Intim mérete 18 cm. Gyakran szerepel együtt Lukas Ridgestonnal, akihez  a való életben is jó barátság fűzi.

## Filmjei
| Év   | Cím                                                           | Szerep        |
| ---- | ------------------------------------------------------------- | ------------- |
| 1994 | The Plowboys                                                  |               |
| 1994 | Lukas’ Story                                                  | Lukas’ cousin |
| 1994 | Sauna Paradiso                                                |               |
| 1995 | Pleasure Express                                              |               |
| 1995 | Lukas’ Story 2 – When Boy Meets Boy                           |               |
| 1995 | Frisky Summer                                                 |               |
| 1995 | Blue Danube                                                   |               |
| 1995 | Siberian Hea                                                  | Johan         |
| 1996 | The Chain Reaction                                            |               |
| 1996 | Sunshine After the Rain                                       | Johan         |
| 1996 | Summer, the First Time                                        | Pavel         |
| 1996 | Out at Last                                                   |               |
| 1996 | Boy 3 – Boy Wonder                                            | Johan         |
| 1997 | An American in Prague                                         | Johan         |
| 1998 | Johan's Big Chance                                            |               |
| 2001 | CoverBoys                                                     | Johan         |
| 2005 | Too Many Boys                                                 | házfelügyelő  |
| 2006 | Piña Colada                                                   | fotós         |
| 2007 | Red Hot Chili Sex                                             |               |
| 2007 | 2 Too Many Boys                                               |               |
| 2007 | Personal Trainers – 10. rész                                  | operatőr      |
| 2008 | The Private Life of Brandon Manilow                           |               |
| 2008 | French Kiss                                                   |               |
| 2008 | Johan’s Journal – Sun Kissed                                  |               |
| 2009 | Johan’s Journal 2 – Eye Candy                                 |               |
| 2009 | The Private Life of Ralph Woods                               |               |
| 2010 | Cockyfriends                                                  |               |
| 2010 | Step by Step – Education of the Porn Star Jean-Daniel Chagall |               |